# Сър/дейм
Сър (на английски: sir, Sir, на свой ред на латински: senior, „по-възрастен“, през френското Sire, „феодален господар“) е английска благородническа титла за мъже с 2 значения – титла и обръщение.
Първоначално е само титла, която се дава на носители на титлата баронет или на титлата рицар бакалавър (Knight Bachelor, Kt) – най-ниската почетна рицарска титла, дадена от монарха, но без членство в рицарски орден) от Обединеното кралство, или на хора, членуващи в такъв орден.
Съответствието за жени е дейм (Dame – дама). Лейди (Lady) е съпругата на носителя на титлата „сър“.

## Титла
Във Великобритания титлата се употребява като почетна представка (префикс) пред името. Изписва се с главна буква (Sir) и се употребява в съчетание с името (без фамилното, например, Sir Paul, сър Пол) или с пълното име (Sir Walter Scott, сър Уолтър Скот); неправилно е да се употребява само с фамилното име (не се казва Sir McCartney, сър Маккартни). В англоезичните текстове (особено в британските) думата сър при имената на рицари и баронети се използва доста последователно (поне при първото споменаване в текста). Жена, имаща рицарски ранг в орден или титла на баронет по право, се нарича дама (Dame) с името си, но съпругата на сър се нарича лейди в съчетание с фамилното име без собственото (така съпругата на Пол Маккартни е лейди Маккартни).
След учредяването на Ордена на Британската империя (през 1917 г.) титлата се присвоява и заедно с удостояването с този орден, често съкратено наричано удостояване с рицарско звание.

## Обръщение
„Сър“ може да бъде и вежливо обръщение, заместващо „господин“ (mister).
В англоезичния свят това е вежливото обръщение към мъж, обикновено към началник или старши по звание (официално прието например в армията на САЩ при обръщане към офицери). До 20 век това е приетото обръщение към джентълмен, чието име е неизвестно на събеседника. Обикновено се пише с малка буква, sir: „да, сър“; „здравейте, сър“ и т.н. Съответното обръщение към жена е „мадам“, madam (съкратено – мем, ma'am).
Не следва да се бърка с титлата сир (на френски: sire; на английски: sire) – обръщение към монарх (Ваше Величество, Господарю).

## Известни носители

### На титлата „сър“
- Сър Алек Гинес
- Сър Алекс Фъргюсън
- Сър Алфред Хичкок
- Сър Антъни Хопкинс
- Сър Артър Кларк
- Сър Майкъл Гамбън
- Сър Бен Кингсли
- Сър Боби Робсън
- Сър Боби Чарлтън
- Сър Едмънд Хилари
- Сър Елтън Джон
- Сър Исак Нютон
- Сър Иън Маккелън
- Сър Иън Холм
- Сър Карл Попър
- Сър Кристофър Лий
- Сър Лорънс Оливие
- Сър Мат Бъзби
- Сър Патрик Стюарт
- Сър Питър Устинов
- Сър Пол Маккартни
- Сър Ричард Атънбъро
- Сър Тим Бърнърс-Лий
- Сър Том Джоунс
- Сър Томас Мор
- Сър Уолтър Скот
- Сър Френсис Чичестър
- Сър Шон Конъри

### На титлата „дейм“
- Дейм Агата Кристи
- Дейм Вивиан Уестууд
- Дейм Дафни дю Морие
- Дейм Джуди Денч
- Дейм Джули Андрюс
- Дейм Кири Те Канава
- Дейм Маги Смит
- Дейм Мюриъл Спарк
- Дейм Хелън Мирън
- Дейм Берил Бейнбридж
- Дейм Дафни Шелдрик
- Дейм Анджела Лансбъри

## Отказали титлите
- Джон Ленън
- Алберт Фини[1]
- Джеръми Айрънс
- Олдъс Хъксли[1]
- Алън Бенет[1]
- Ванеса Редгрейв[1]
- Греъм Грийн
- Дейвид Бауи[2]
- Дейвид Хокни[1]
- Джон Голсуърти
- Джордж Бърнард Шоу[3]
- Дорис Лесинг[1]
- Е. М. Фостър[4]
- Стивън Хоукинг[5]
- Ръдиард Киплинг
- Дейм Хелън Мирън – отказва през 1996, приема през 2003 г.[1]
- Дани Бойл[6]